# العلاقات النرويجية القرغيزستانية
العلاقات النرويجية القيرغيزستانية هي العلاقات الثنائية التي تجمع بين النرويج وقيرغيزستان.

## مقارنة بين البلدين
هذه مقارنة عامة ومرجعية للدولتين:
| وجه المقارنة                                              | النرويج                                                   | قيرغيزستان                      |
| --------------------------------------------------------- | --------------------------------------------------------- | ------------------------------- |
| المساحة (كم2)                                             | 385.21 ألف                                                | 199.95 ألف                      |
| عدد السكان (نسمة)                                         | 5.33 مليون                                                | 6.20 مليون                      |
| الكثافة السكانية (ن./كم²)                                 | 13.84                                                     | 31.01                           |
| العاصمة                                                   | أوسلو                                                     | بيشكك                           |
| اللغة الرسمية                                             | بوكمول، لغات السامي، نينوشك، اللغة النرويجية              | اللغة الروسية، اللغة القيرغيزية |
| العملة                                                    | كرونة نروجية                                              | سوم قيرغيزستاني                 |
| الناتج المحلي الإجمالي (بليون دولار)                      | 398.83 مليار                                              | 7.56 مليار                      |
| الناتج المحلي الإجمالي (تعادل القوة الشرائية) بليون دولار | 322.23 مليار                                              | 20.45 مليار                     |
| الناتج المحلي الإجمالي الاسمي للفرد دولار أمريكي          | 74.40 ألف                                                 | 1.10 ألف                        |
| الناتج المحلي الإجمالي للفرد دولار أمريكي                 | 65.61 ألف                                                 |                                 |
| مؤشر التنمية البشرية                                      | 0.944                                                     | 0.655                           |
| رمز المكالمات الدولي                                      | +47                                                       | +996                            |
| رمز الإنترنت                                              | .no                                                       | .kg                             |
| المنطقة الزمنية                                           | ت ع م+01:00، ت ع م+02:00، توقيت وسط أوروبا، أوروبا/أوسلو ‏ | ت ع م+06:00                     |

## منظمات دولية مشتركة
يشترك البلدان في عضوية مجموعة من المنظمات الدولية، منها:
| علم المنظمة | اسم المنظمة                        | تاريخ انضمام النرويج | تاريخ انضمام قيرغيزستان |
| ----------- | ---------------------------------- | -------------------- | ----------------------- |
|             | بنك التنمية الآسيوي                | 1966                 | 1994                    |
|             | مؤسسة التنمية الدولية              | 24 سبتمبر 1960       | 24 سبتمبر 1992          |
|             | يونسكو                             | 4 نوفمبر 1946        | 2 يونيو 1992            |
|             | وكالة ضمان الاستثمار متعدد الأطراف | 9 أغسطس 1989         | 21 سبتمبر 1993          |
|             | الأمم المتحدة                      | 27 نوفمبر 1945       | 2 مارس 1992             |
|             | الاتحاد البريدي العالمي            | ?                    | ?                       |
|             | البنك الدولي للإنشاء والتعمير      | 27 ديسمبر 1945       | 18 سبتمبر 1992          |
|             | اتفاقية السماوات المفتوحة          | ?                    | ?                       |
|             | الاتحاد الدولي للاتصالات           | 1866                 | 20 يناير 1994           |
|             | منظمة حظر الأسلحة الكيميائية       | ?                    | ?                       |
|             | مؤسسة التمويل الدولية              | 20 يوليو 1956        | 11 فبراير 1993          |
|             | منظمة التجارة العالمية             | 1995                 | ?                       |
|             | منظمة الشرطة الجنائية الدولية      | ?                    | ?                       |
|             | منظمة الأمن والتعاون في أوروبا     | 25 يونيو 1973        | 30 يناير 1992           |

## وصلات خارجية
- موقع وزارة الخارجية النرويجية
- موقع وزارة الخارجية القيرغيزستانية